# Яньес, Энрике
Яньес, Энрике (исп. Enrique Yáñez de la Fuente, рус. Энрике Яньес де ла Фуэнте) (17 июня 1908, Мехико — 24 ноября 1990, Мехико) — мексиканский архитектор, теоретик архитектуры функционализма, специализировался по строительству больниц в Мексике, стремился к синтезу архитектуры с монументальным искусством, использованию национального архитектурного наследия.

## Биография
Энрике Яньес де ла Фуэнте родился в столице Мексики — городе Мехико 17 июня 1908 года.
Изучал архитектуру в тогдашней Национальной школе архитектуры Национального автономного университета Мексики, которую окончил в 1938 году. Был членом Мексиканской коммунистической партии, которая действовала в 1919—1981 годах и членом Союза социалистических архитекторов.
Он также был заслуженным профессором архитектуры Автономного университета Метрополитана Unidad Azcapotzalco.
Политические взгляды Яньеса отразились на его творчестве. Свою жизнь жизни архитектор Энрике Яньес посвятил строительству больниц. Над концепциями больниц он работал вместе с другим известным архитектором Карлосом Обрегоном Сантацилиа, им было опубликовано много трудов по данной тематике.
Здание для Sindicatos Mexicano de Electricistas (SME), построенное в 1940 году в сотрудничестве с Давидом Альфаро Сикейросом и Фермином Ревуэльтасом Санчесом, было одним из первых зданий в Мексике со встроенными скульптурами.
Среди своих работ он выделял Мексиканский институт социального обеспечения в Национальном медицинском центре, в котором помимо отражения идей функционализма, он сумел привлечь к работе таких авторов, как Давид Альфаро Сикиейрос и Хосе Чавес Фиолетовый (Jose Chavez Morado) и другие.
С 1945 по 1952 год он работал на строительстве медицинского центра Centro Medico Nacional «La Raza» и ряда других зданий клиники, в том числе в проекте сотрудничества национального медицинского центра с Хосе Чавесом Морадо, Давидом Альфаро Сикейросом, Луисом Ортисом Монастерио и Луисом Нисизавой. В период с 1964 по 1978 год он спроектировал другие здания для здравоохранения, в том числе родильный дом «La Maternidad» в Ноноалко, центральные больницы Торреона, Тампико и Сальтильо, а также больницы Лопес-Матеос и Рикардо-Флорес, госпиталь Магон в Мехико.
Яньес с 1984 года был действительным членом (Miembro de Número) Академии искусств Мексики.
Из-за экономического кризиса и проблем с ипотечным кредитованием, архитектор потерял свой дом на Калле де Кантиль (Calle de Cantil # 121, Colonia Jardines del Pedregal) и был вынужден с последней женой Хосефиной Торрес переехать в дом своего бывшего секретаря в колонию Куадранте-де-Сан-Франциско(мэрия Койоакана). В 1988 году скончалась его супруга Хосефина, судебные тяжбы изматывали пожилого архитектора.
Он умер в середине 1990 года от рака простаты в возрасте 82 лет. Его останки находятся в испанском Пантеоне в Мехико.

## Работы архитектора
- Школьный центр Сан-Косме (1936 г.) сегодня — пристройка к общеобразовательной школе.
- Национальная школа химических наук (ныне химический факультет) в Ciudad Universitaria de la UNAM
- Старая часть медицинского центра XXI века (1951 г.)
- Национальный медицинский центр Ла-Раза (1954)
- Здание ISSSTE Тлателолко
- Областная больница имени Адольфо Лопеса Матеоса
- Здание штаб-квартиры МСБ в районе Сан-Рафаэль.

## Награды
- Член Академии художеств с 1984 года.
- В 2008 году Музей архитектуры почтил его в честь 100-летия со дня его рождения образцами моделей и планами его знаковых архитектурных произведений.